# Чаркови
Чаркови (пол. Czarkowy) — село в Польщі, у гміні Новий Корчин Буського повіту Свентокшиського воєводства.
Населення — 378 осіб (2011).
У 1975-1998 роках село належало до Келецького воєводства.

## Демографія
Демографічна структура на день 31 березня 2011 року:
|          | Загалом | Допрацездатний вік | Працездатний вік | Постпрацездатний вік |
| -------- | ------- | ------------------ | ---------------- | -------------------- |
| Чоловіки | 192     | 37                 | 129              | 26                   |
| Жінки    | 186     | 27                 | 104              | 55                   |
| Разом    | 378     | 64                 | 233              | 81                   |